# ماريو إيفاريستو
مارينو «ماريو» إيفاريستو (بالإسبانية: Marino "Mario" Evaristo)‏ (10 ديسمبر 1908 – 30 أبريل 1993) لاعب كرة قدم أرجنتيني ساهم في تحقيق منتخب الأرجنتين المركز الثاني في بطولة كأس العالم لكرة القدم 1930 التي أقيمت في الأوروغواي.
تم تعميد إيفاريستو باسم مارينو ولكنه قرر تغيير اسمه إلى ماريو . لعب لصالح نادي إنديبندينتي وبوكا جونيورز في الأرجنتين وساهم مع الأخير في تحقيق أول بطولة دوري درجة ممتازة في عصر الاحتراف سنة 1931 .
بعد ذلك قرر التوجه للاحتراف في قارة أوروبا حيث لعب لصالح أندية جنوى الإيطالي ونيس و أنتيب الفرنسيان .

## الألقاب

### بوكا جونيورز
- دوري الدرجة الممتازة (3) : 1926 ، 1930 ، 1931
- كأس إستيميولو (1) : 1926

### سبورتيفو باراكاس
- دوري الهواة (1) : 1932

## وصلات خارجية
- ماريو إيفاريستو على موقع الاتحاد الدولي (مؤرشف)  (الإنجليزية)
- ماريو إيفاريستو على موقع قاعدة بيانات كرة القدم.إي يو (الإنجليزية)
- ماريو إيفاريستو على موقع عالم كرة القدم.نت (الإنجليزية)

- سجل البطولات في موقع الاتحاد الدولي لكرة القدم